# Nearly Lost You
«Nearly Lost You» es un sencillo los Screaming Trees extraído de su penúltimo trabajo, titulado Sweet Oblivion y que salió a la venta en 1992 en la discográfica Epic Records. La canción se convirtió en un éxito moderado en las estaciones de radio de los Estados Unidos, gracias en parte a su aparición en la película Singles, en la que aparecen más bandas de grunge además de los Screaming Trees. Los fanes de la banda consideran esta canción como la que les sacó relativamente del anonimato, convirtiéndose en el mayor éxito de la banda.
- Datos: Q9049076